# ローマ・オスティエンセ駅
ローマ・オスティエンセ駅(Roma Ostiense)は長距離列車およびローマ近郊鉄道のFL1、FL3、FL5が停車するローマの駅である。
オスティエンセ区にありローマ地下鉄のピラーミデ駅およびローマ＝リード線のローマ・ポルタ・サン・パオロ駅と地下通路で繋がっている。

## 概要
ムッソリーニが1938年のアドルフ・ヒトラーのローマ訪問の為に造った駅としても知られる。

## 路線
2014年冬ダイヤでの、平日昼間の主な運行路線及び発着頻度は次の通り
高速鉄道 NTV .italo
フィレンツェ経由ミラノ行き（1日1本），フィレンツェ、ミラノ経由トリノ行き（1日2本），フィレンツェ経由ヴェネツィア行き（1日2本）
※2015年夏ダイヤから以降は、オスティエンセ駅を経由しないダイヤに変更されている。
InterCity
トリノ，ナポリ，ヴェンティミーリア，サレルノ行きがそれぞれ1日1本
長距離列車
チヴィタヴェッキア経由リヴォルノ、ピサ方面行き
 ローマ近郊鉄道FL1線
フィウミチーノ空港行き（15分毎）， ファーラ・イン・サビーナ方面行き（15分毎）
 ローマ近郊鉄道FL3線
チェザーノ方面行き（15分毎）
 ローマ近郊鉄道FL5線
チヴィタヴェッキア行き（30分毎）
その他、ローマ・ティブルティーナ駅やローマ・テルミニ駅行きも上記の列車の市内方向戻り便などで15分毎程度に運行されている。

## 周辺施設
- オスティエンセ街道

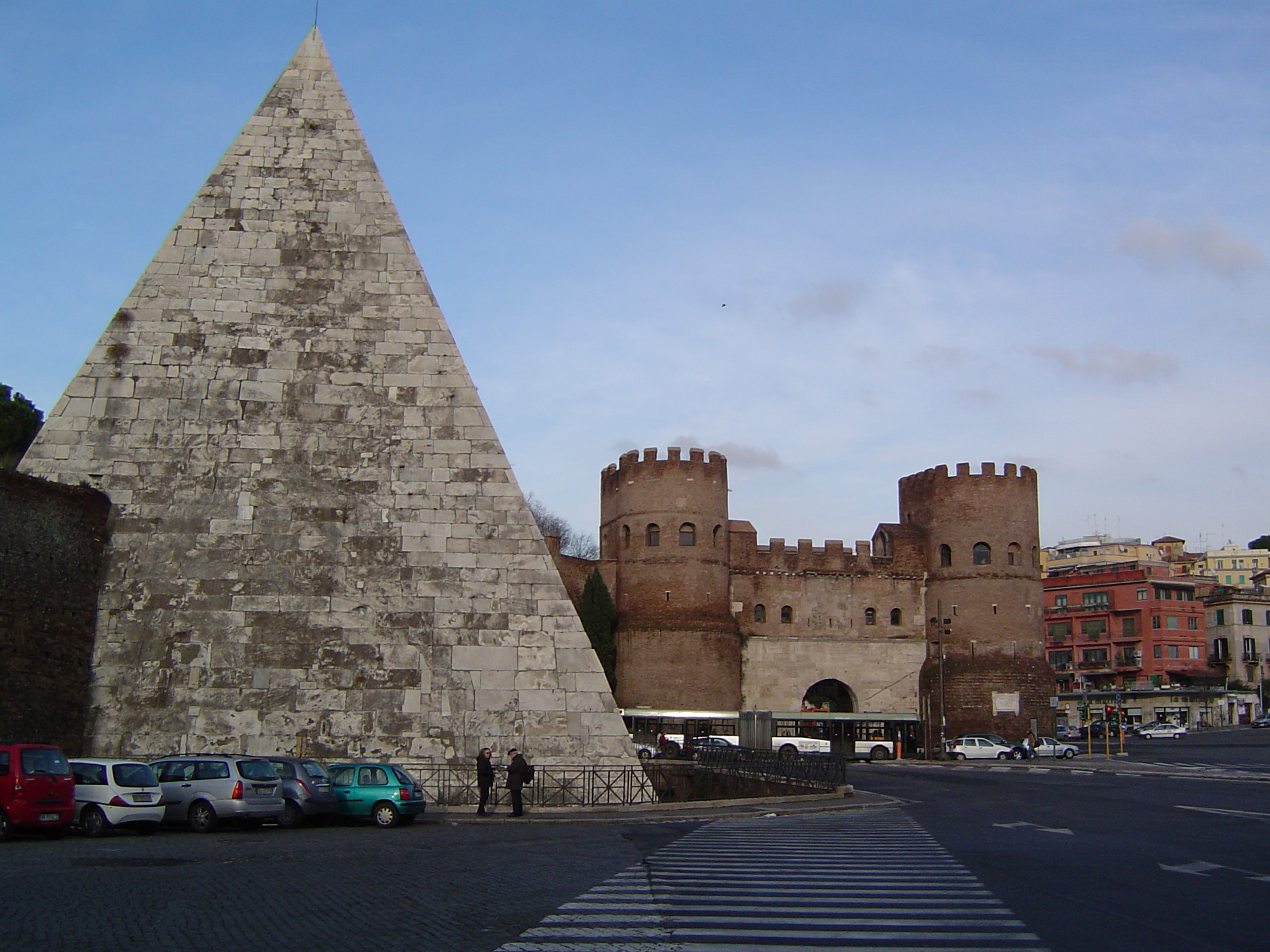
駅前にあるガイウス・ケスティウスのピラミッド

- スブルビオ・オスティエンセ - 1930年まで存在していた「S.O.」と略される同名のスブルビオ（郊外の街）。
- ガイウス・ケスティウスのピラミッド
- サン・パオロ門
- エアーターミナル駅 - 1990年のワールドカップに合わせて造られた駅。
- Eataly・ローマ本店 - 駅直結。

## 参照
- monumenti

## 写真集

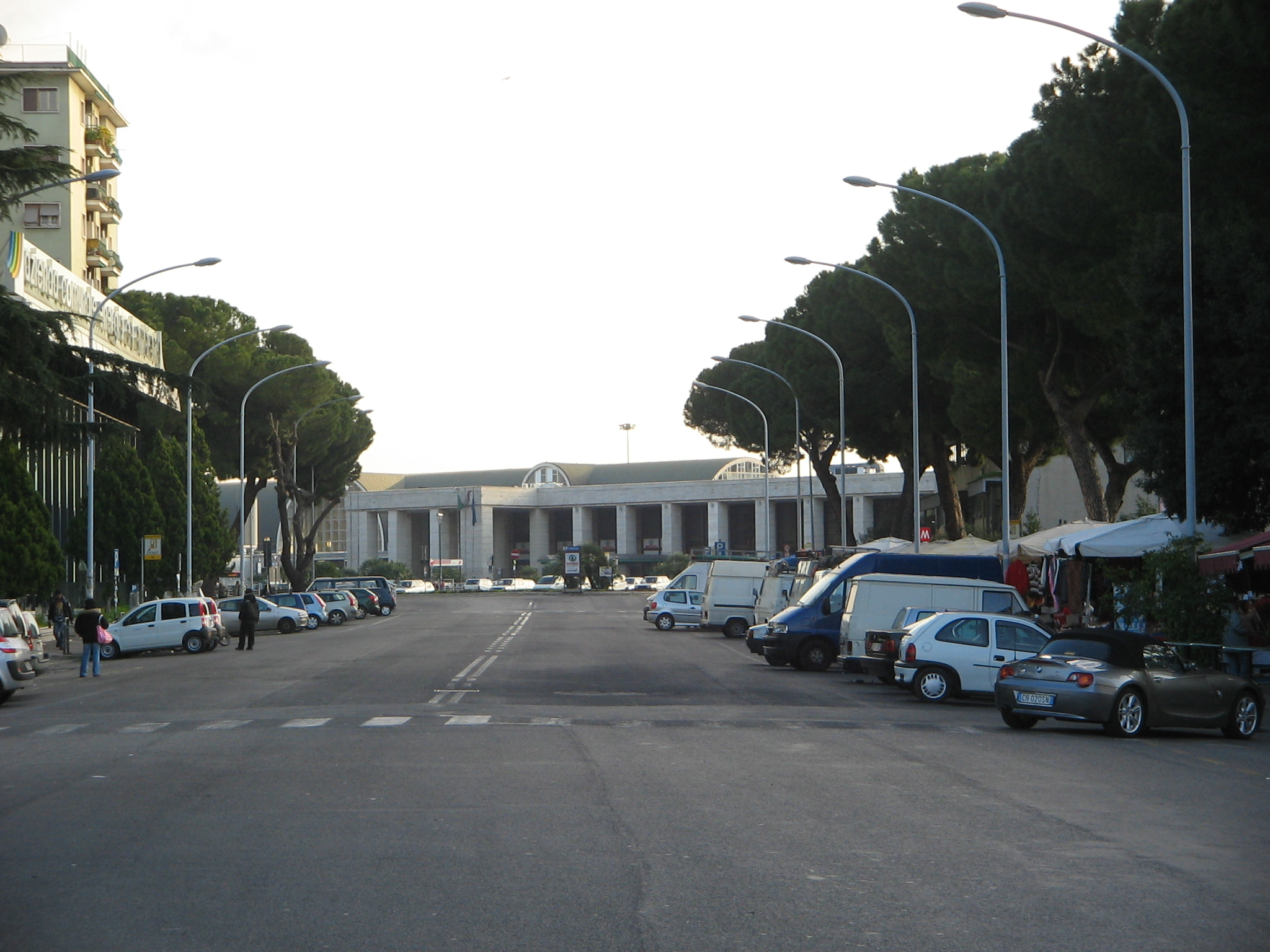
写真奥にあるのが駅舎
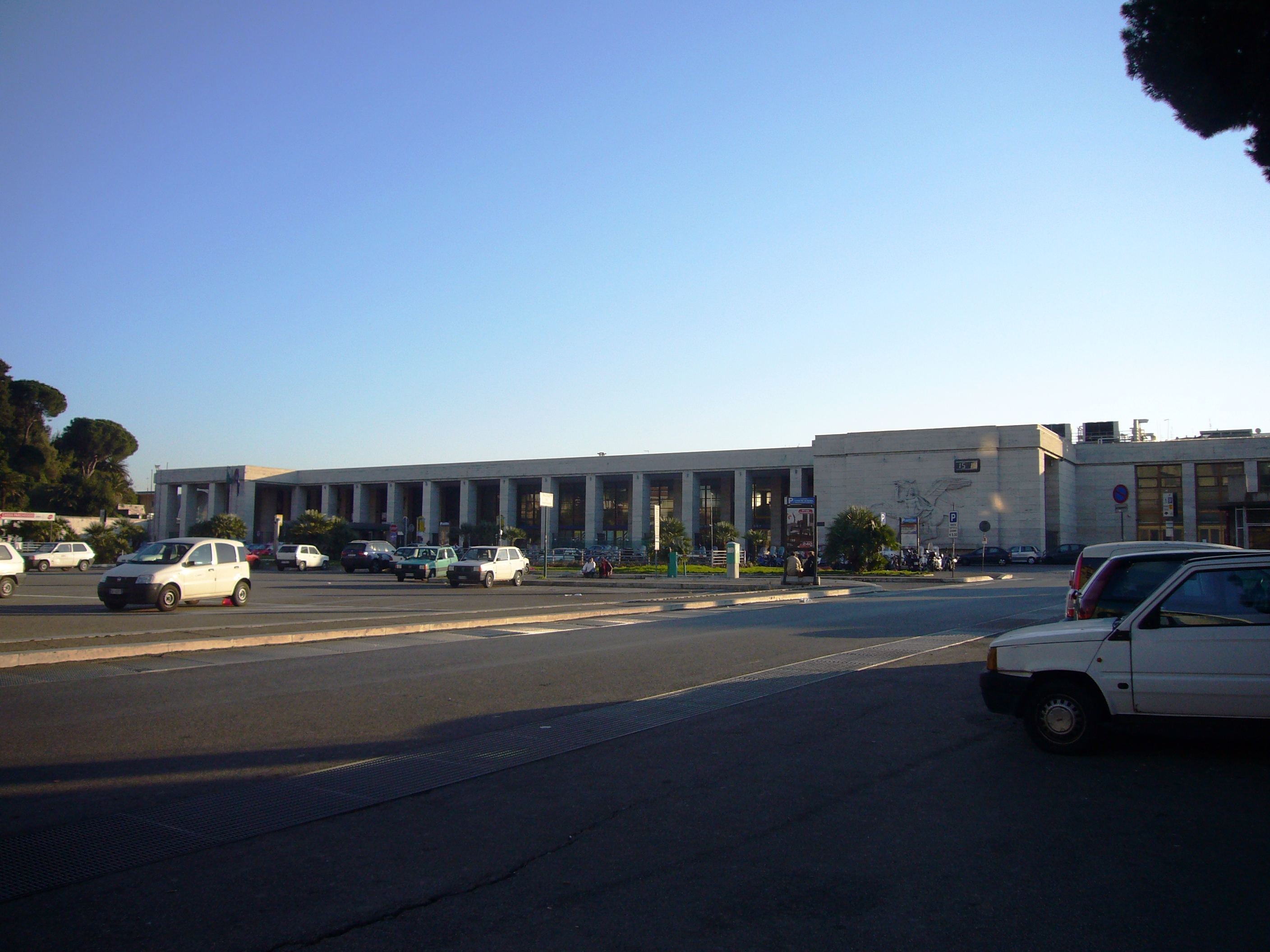
駅前ロータリー
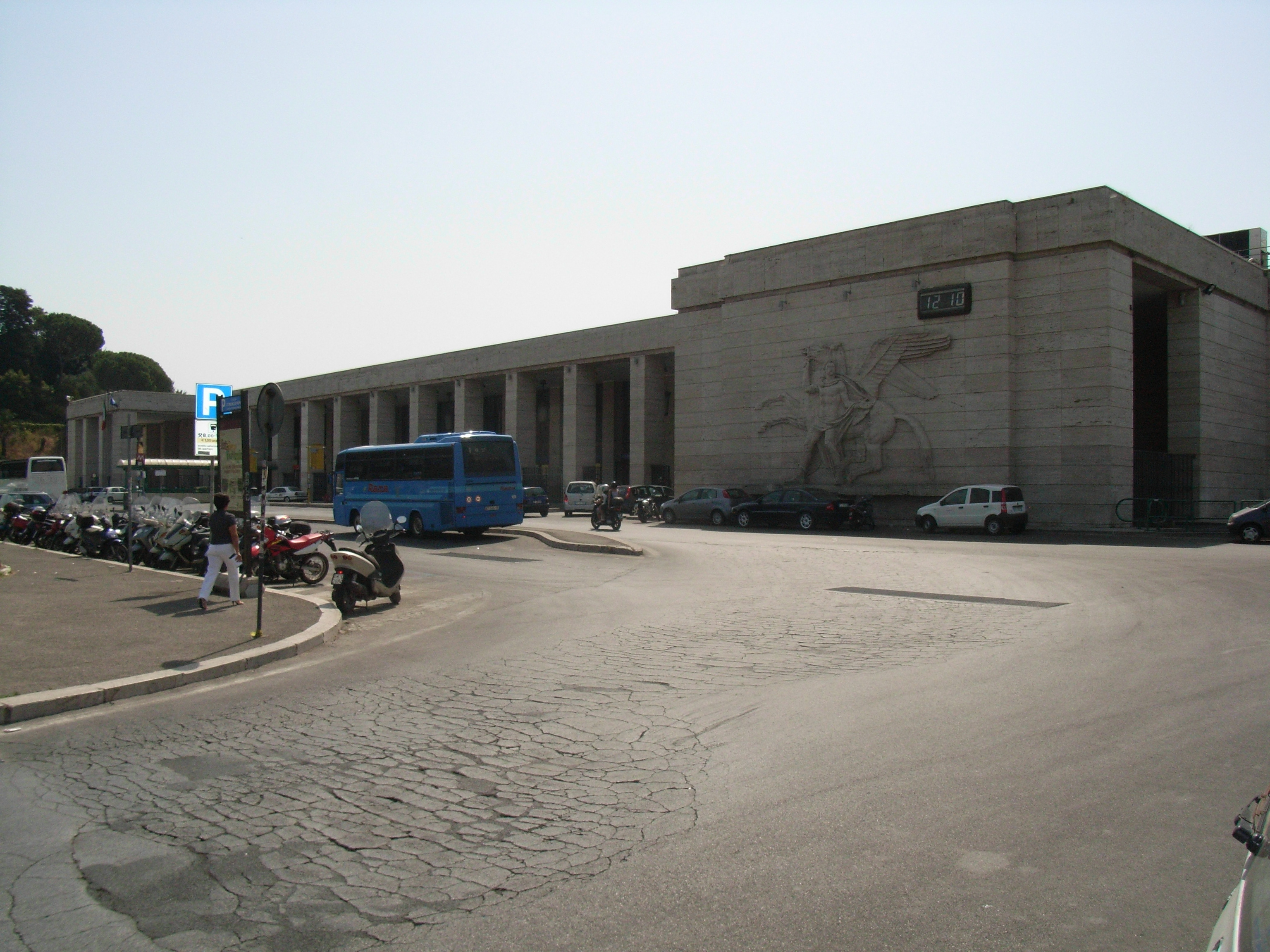
駅前ロータリー
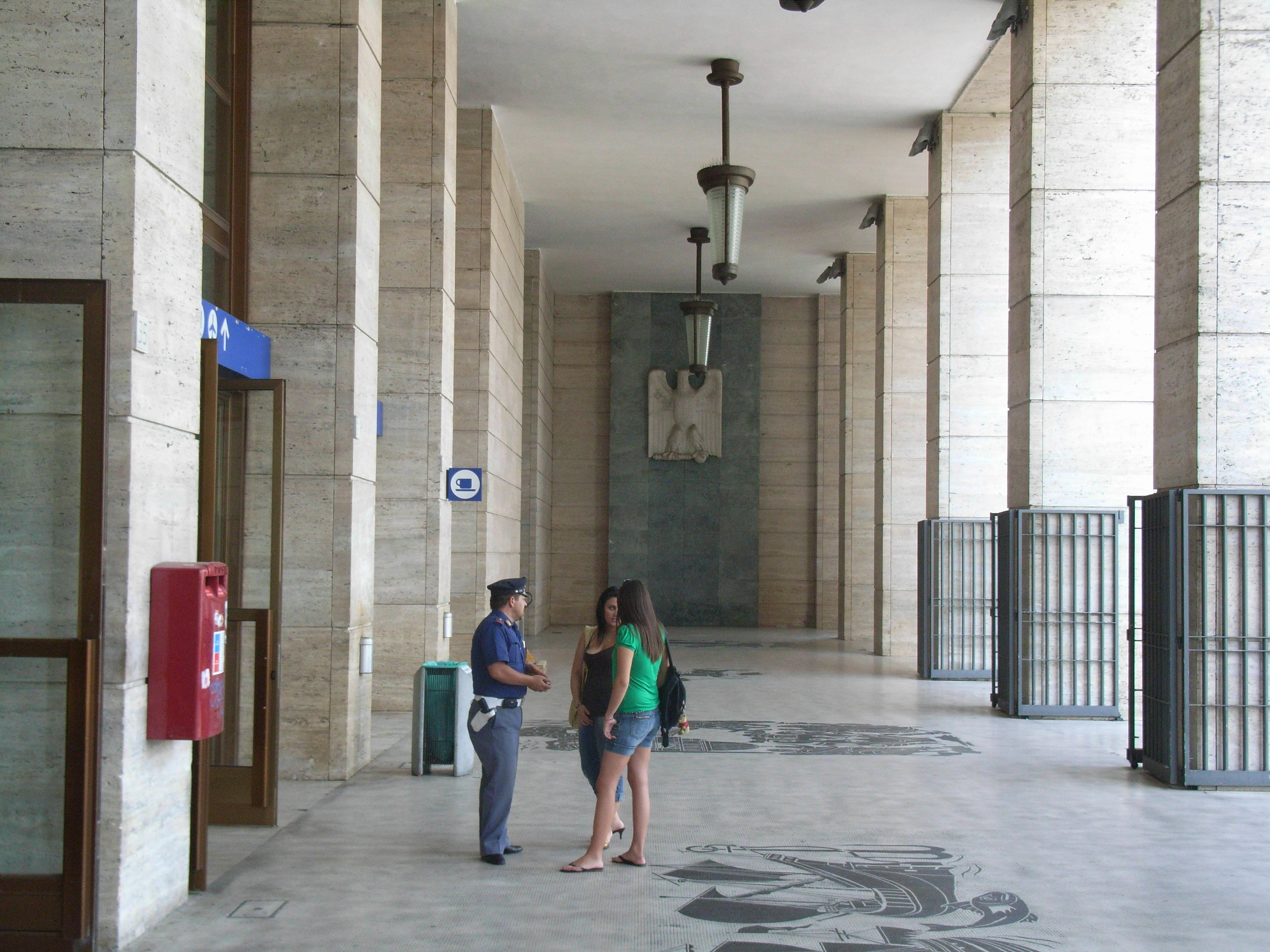
駅構内
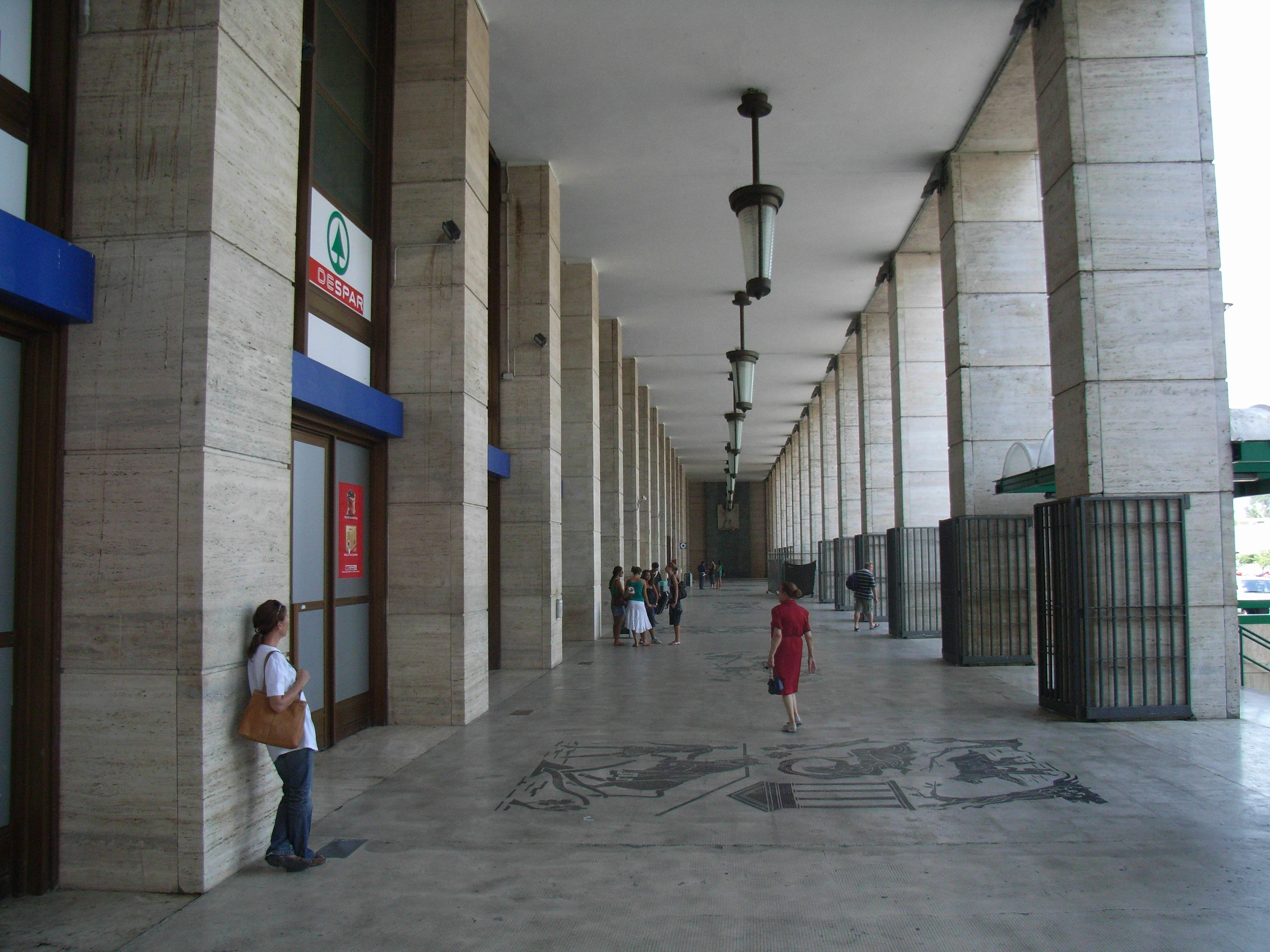
駅構内
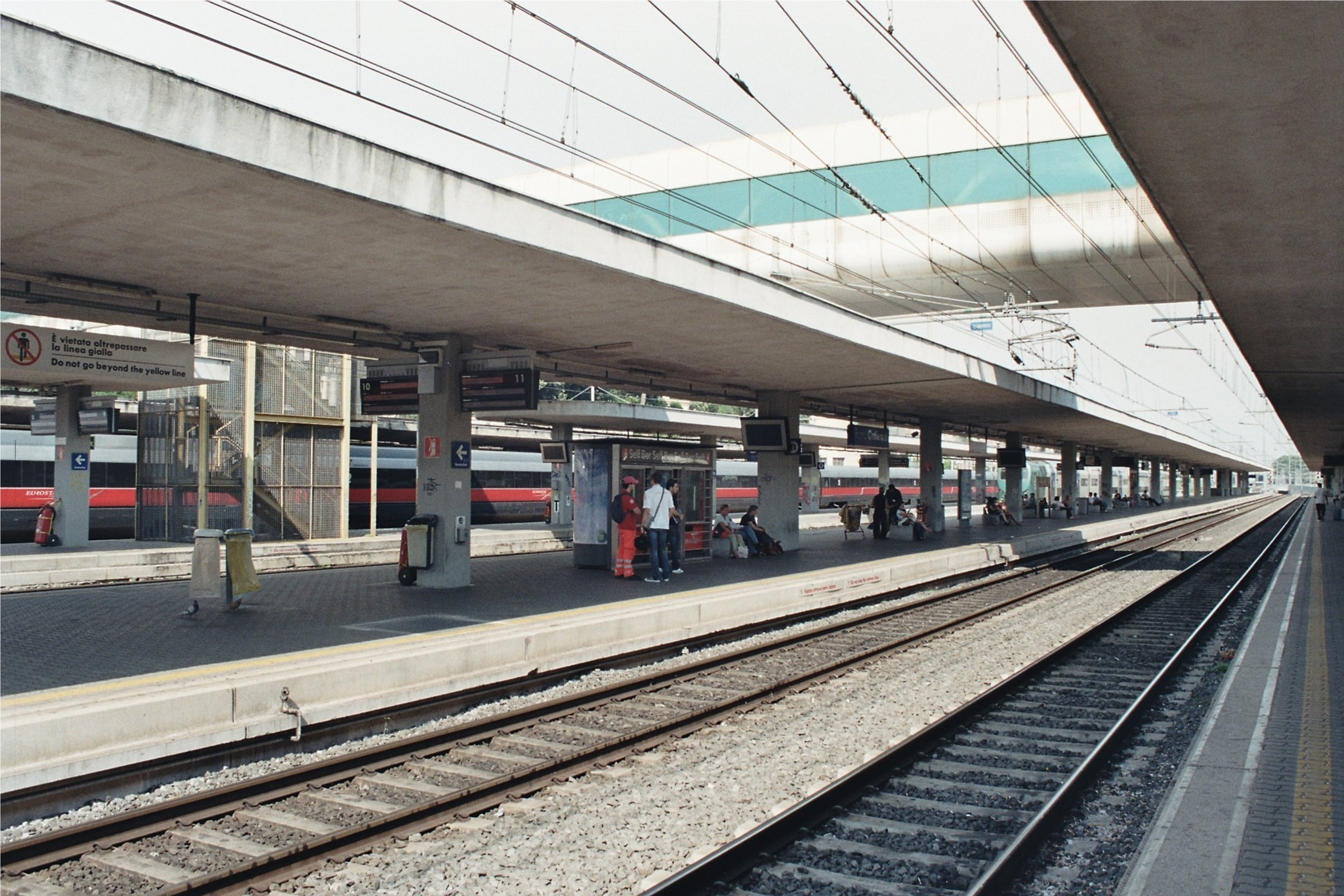
ホーム
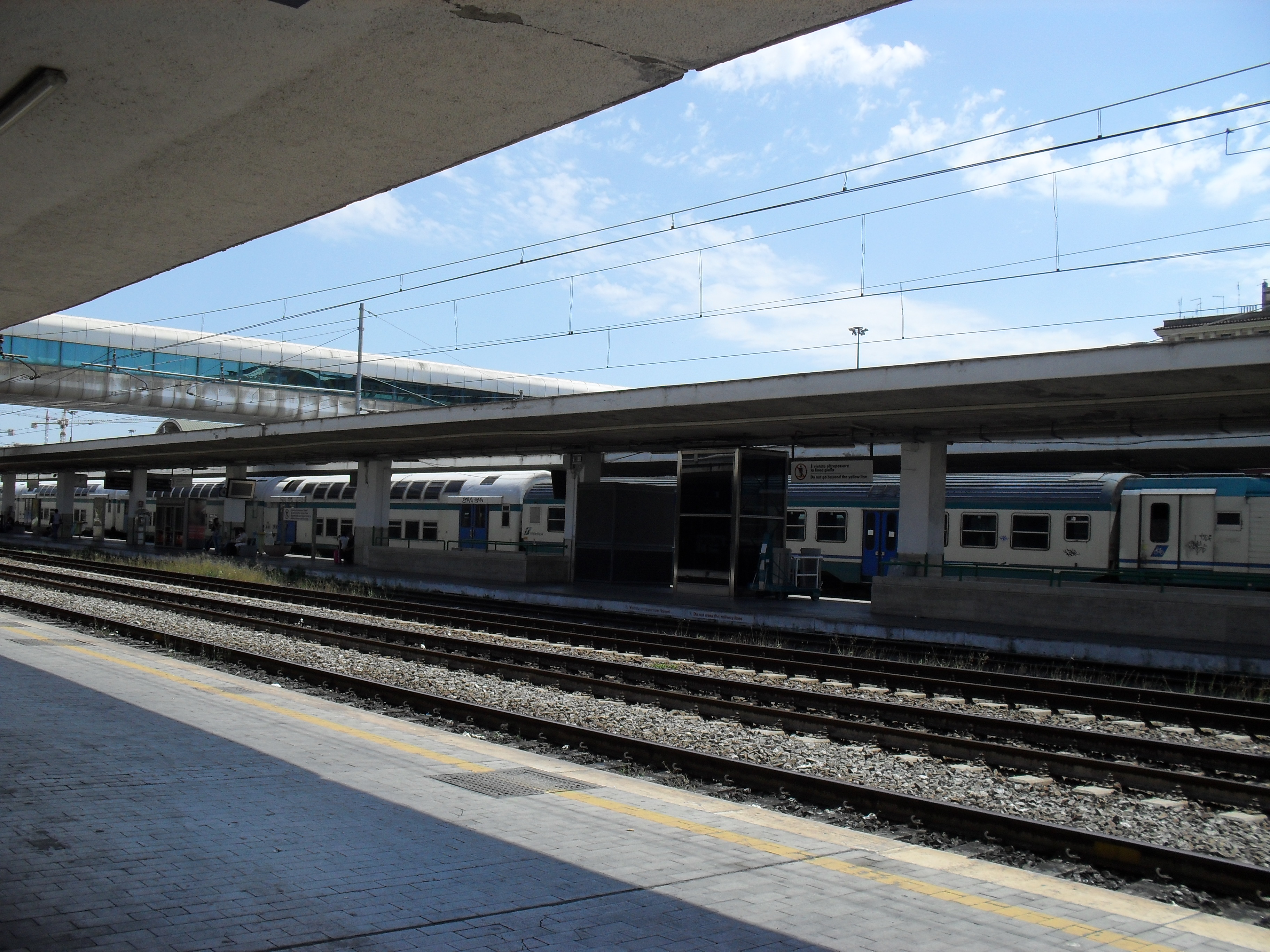
ホーム
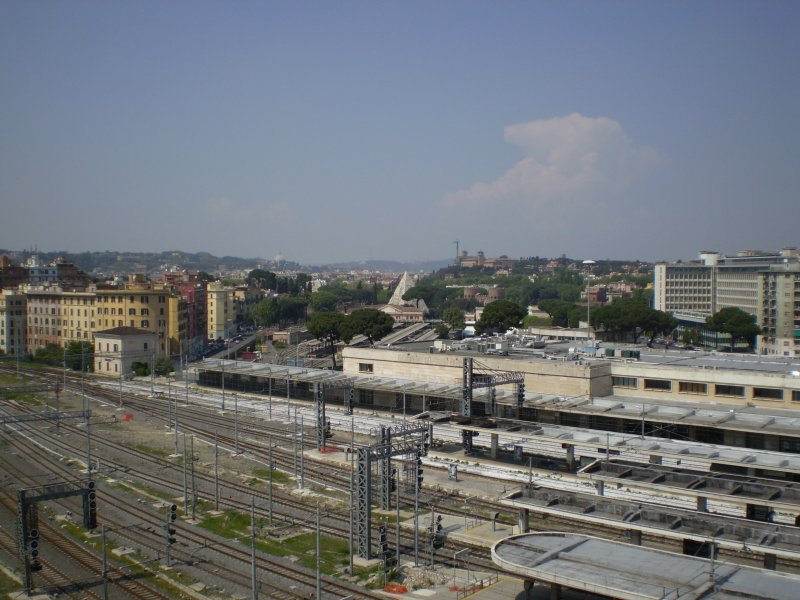
駅からの眺め
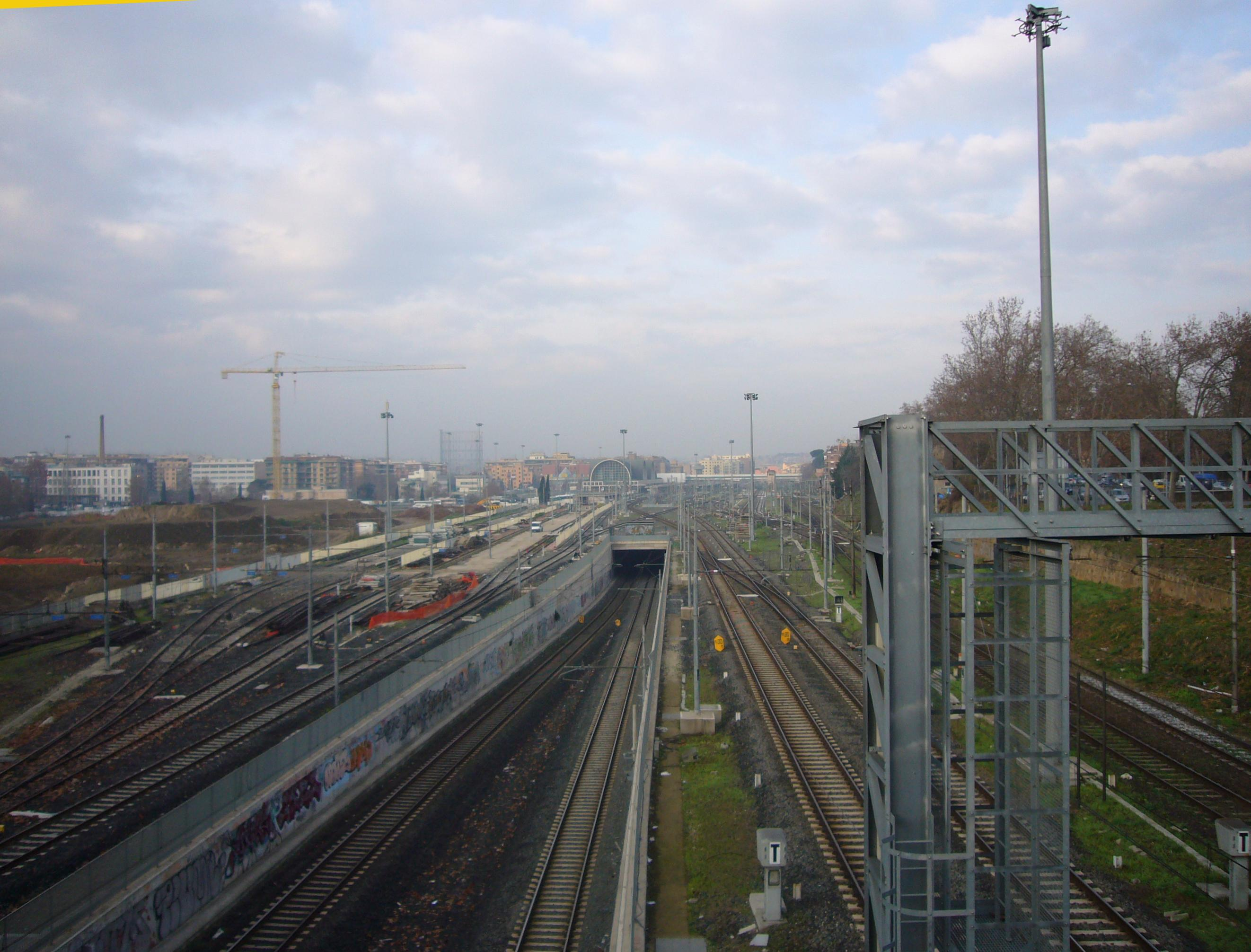
駅からの眺め
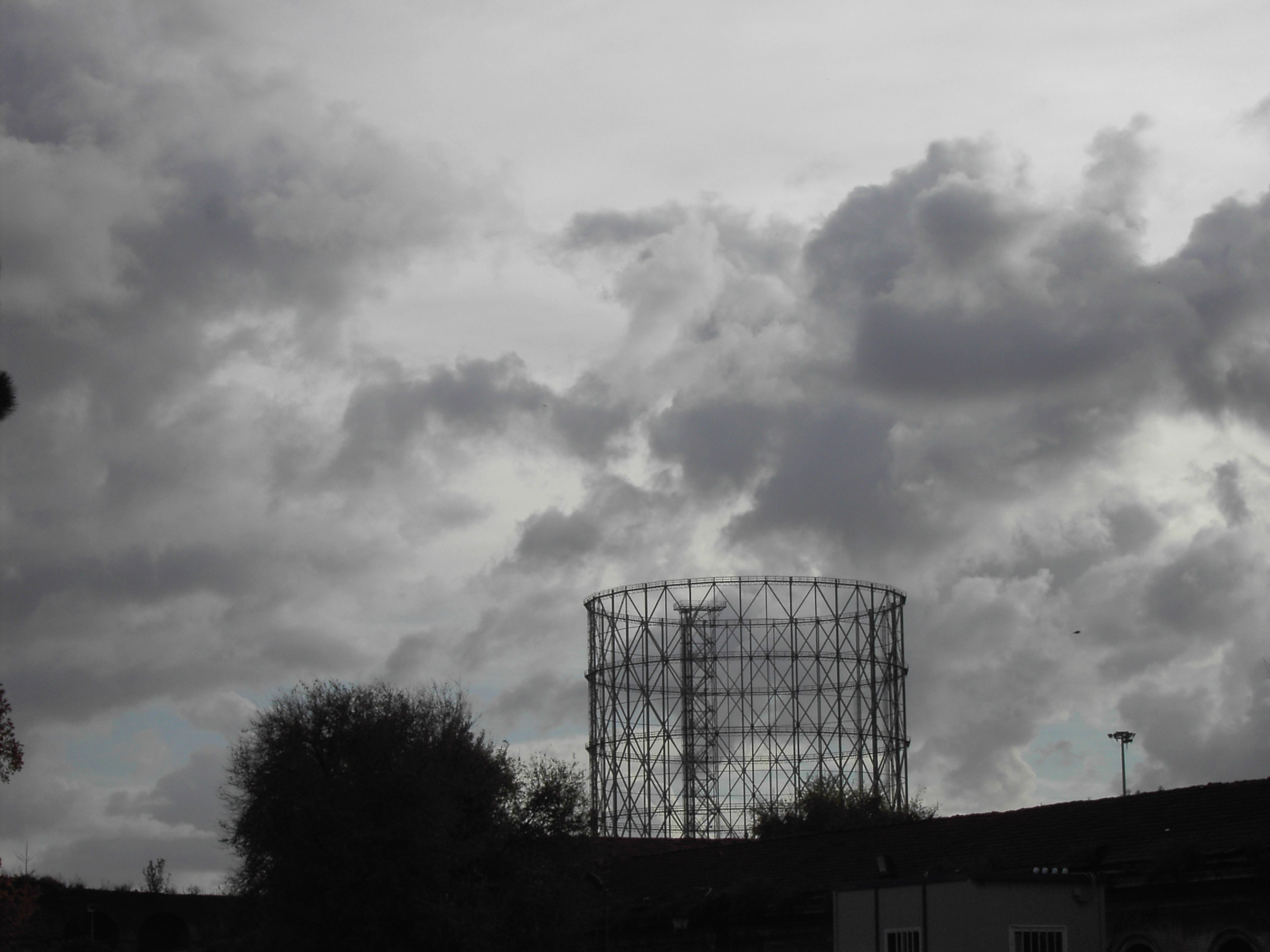
駅の周辺
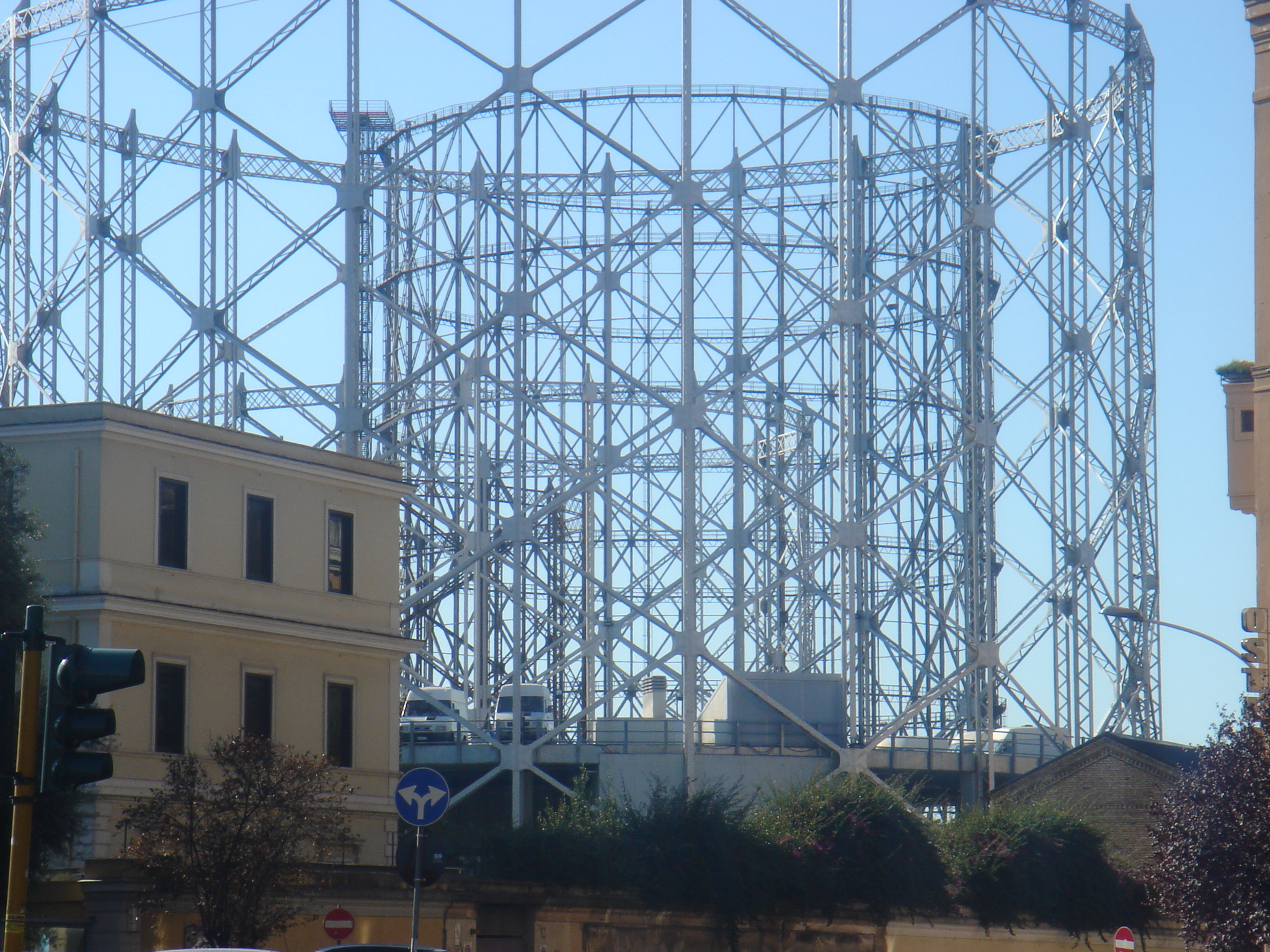
駅の周辺